# كأس مصر 2000–01
كأس مصر 2000–01 هي النسخة التسعة والستون من كأس مصر .
وتوج بها الأهلي على حساب غزل المحلة .